# Estació de trens d'Hollerich
L'Estació de trens d'Hollerich (en luxemburguès: Gare Hollerech; en francès: Gare de Hollerich, en alemany: Bahnhof Hollerich) és una estació de trens que es troba al barri d'Hollerich al sud-oest de la ciutat de Luxemburg i al sud de Luxemburg. La companyia estatal propietària és Chemins de Fer Luxembourgeois. L'estació està situada en el ramal ferroviari de la línia 70 CFL, que connecta la ciutat de Luxemburg amb el sud-oest del país. És la primera parada al sud-oest de la terminal principal l'estació de trens de Luxemburg que es troba a 0,6 km al nord-est.

## Servei
Hollerich rep els serveis ferroviaris pels trens de Regional Express (RE) i Regionalbahn (RB) amb relació a la línia 70 CFL entre Ciutat de Luxemburg i Rodange o Athus, o Longwy.